# Nicolás Barsanti

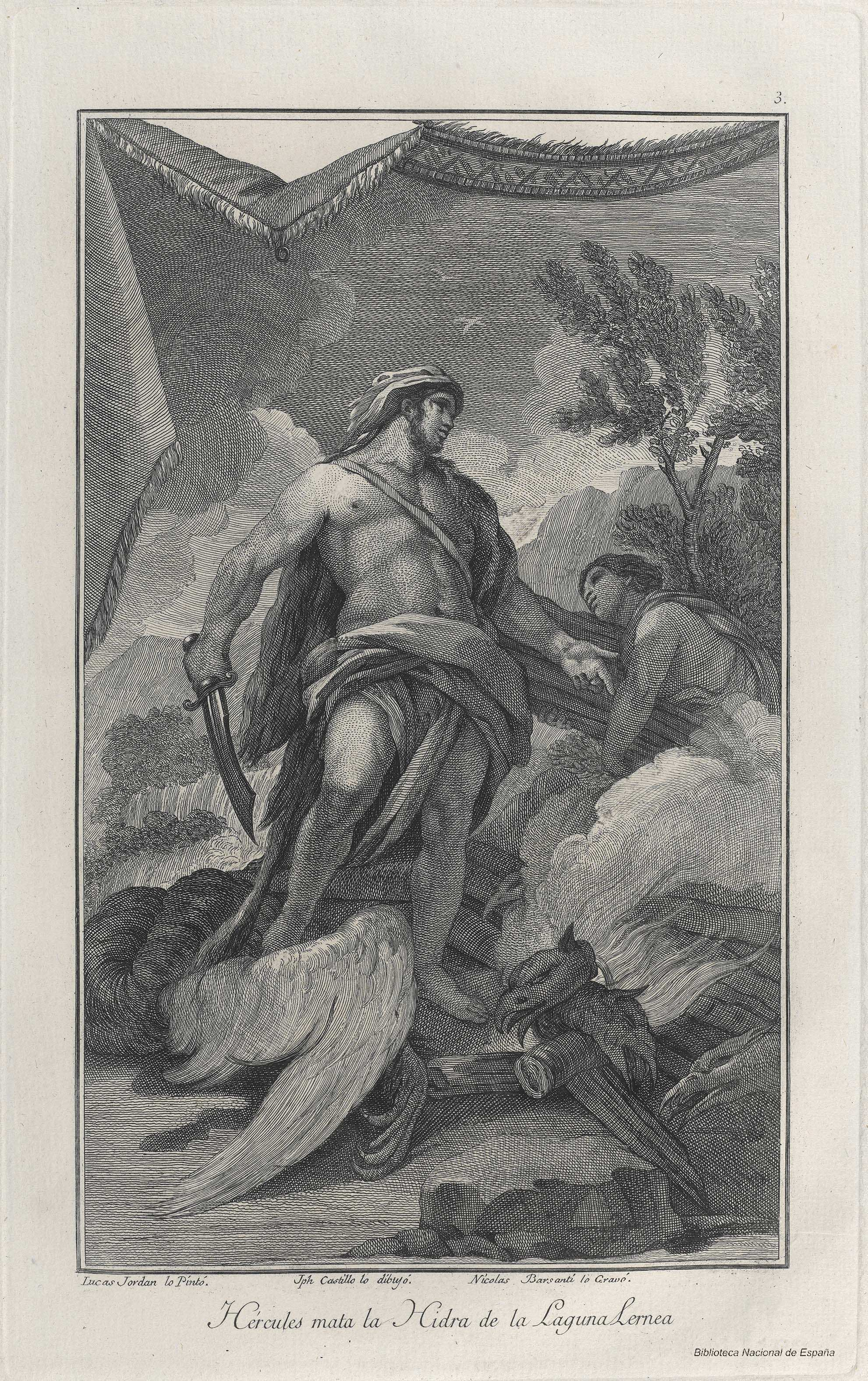
Nicolás Barsanti (grabado) y José del Castillo (dibujo), según Luca Giordano: Hércules mata la Hidra de la laguna Lernea, aguafuerte y buril. Imagen: 307 x 190 mm. Madrid, Biblioteca Nacional de España.

Nicolás Barsanti (Roma, ¿?-Madrid, 1815), fue un grabador italiano establecido en Madrid, primer director de la Calcografía Nacional.

## Biografía y obra
Llamado por el conde de Floridablanca, a quien había conocido en Roma, Barsanti llegó a Madrid en 1778. A partir de 1779, a instancias de Antonio Ponz, se encargó con Juan Barcelón y Abellán de grabar las alegorías de los continentes y la serie de los Trabajos de Hércules a partir de los bocetos tomados por José del Castillo de los frescos pintados por Luca Giordano en la bóveda del Casón del Buen Retiro, bajo la cornisa, frescos actualmente desaparecidos.
En España Barsanti ocupó cargos administrativos como contable, recaudador y pagador del Real Sitio de San Lorenzo de El Escorial, cargo para el que fue nombrado en 1785 por Carlos III. En 1789 fue nombrado académico de mérito de la Real Academia de Bellas Artes de San Fernando y director de la Real Calcografía creada ese mismo año a instancias de Floridablanca, que atendía así al Plan de grabadores del rey redactado por Manuel Monfort, director de la Imprenta Real. Su misión era proporcionar las estampas necesarias para ilustrar los libros patrocinados por la corona y recopilar y conservar las láminas encargadas o adquiridas con anterioridad por el rey, además de supervisar la emisión de vales y billetes emitidos por el Banco de San Carlos y su custodia. Como entre los objetivos de la Real Calcografía figuraba «extender el buen gusto del grabado» y contribuir a la difusión de la ciencia conforme a los principios de la política ilustrada, Barsanti, nada más tomar posesión, se hizo cargo de las láminas de cobre de la serie de «peces de los mares de España» entregadas por Juan Bautista Bru y colaboró en la formación de la serie de Retratos de españoles ilustres.
Falleció en Madrid el 13 de diciembre de 1815. Algunos días antes, el 20 de noviembre, gravemente enfermo, había dictado su testamento. En él se declaraba natural de Roma y legaba veinte reales de vellón a la atención de los prisioneros en la reciente guerra y sus viudas o parientes. Dejaba esposa y dos hijos menores de edad en precaria situación económica, por lo que el 26 de diciembre, su viuda, Antonia Leclerc Guillén, dirigió una nota a Fernando VII en la que solicitaba del rey la concesión de alguna pensión de viudedad, a cuyo efecto recordaba

Que habiendo servido el expresado su marido el espacio de 30 años al citado empleo [de Tesorero del Real Sitio de El Escorial] (...) en aquella época de la irrumpción (sic) del común enemigo, dexo de exercer voluntariamente, escogiendo mejor la pérdida de los propios intereses que el coadyunar (sic) por medio alguno a las miras del usurpador.